# Liste der Biografien/Are
Liste der Biografien |
Portal Biografien |
Personensuche
# |
A |
B |
C |
D |
E |
F |
G |
H |
I |
J |
K |
L |
M |
N |
O |
P |
Q |
R |
S |
T |
U |
V |
W |
X |
Y |
Z |
?
 
Aa |
Ab |
Ac |
Ad |
Ae |
Af |
Ag |
Ah |
Ai |
Aj |
Ak |
Al |
Am |
An |
Ao |
Ap |
Aq |
Ar |
As |
At |
Au |
Av |
Aw |
Ax |
Ay |
Az
 
Ara |
Arb |
Arc |
Ard |
Are |
Arf |
Arg |
Arh |
Ari |
Arj |
Ark |
Arl |
Arm |
Arn |
Aro |
Arp |
Arq |
Arr |
Ars |
Art |
Aru |
Arv |
Arw |
Arx |
Ary |
Arz
Die Liste der Biografien führt alle Personen auf, die in der deutschsprachigen Wikipedia einen Artikel haben. Dieses ist eine Teilliste mit 413 Einträgen von Personen, deren Namen mit den Buchstaben „Are“ beginnt.

## Are
- Are, Vasco (1943–2001), italienischer Künstler

### Area
- Areal, Leonor (* 1961), portugiesische Filmhistorikerin und Dokumentarfilmerin
- Areán, Fernando (1942–2011), argentinischer Fußballspieler und Fußballtrainer

### Areb
- Arebi, Saddeka († 2007), libysch-US-amerikanische Anthropologin und Autorin

### Arec
- Arecchi, Tito (* 1933), italienischer Physiker
- Arecchia, Vincenzo (* 1996), italienischer Boxer
- Arechavaleta y Balpardo, José (1838–1912), spanischer Botaniker
- Areche, José Antonio de (1731–1789), spanischer Jurist, Kolonialverwalter und Minister

### Ared
- Aredius von Limoges († 591), Stifter und Abt von Attane (Saint-Yrieix-la-Perche)

### Aree
- Aree Wiratthaworn (* 1980), thailändische Gewichtheberin

### Aref
- Aref, Aref al- († 1973), palästinensisch-arabischer Politiker, Journalist und Historiker
- Aref, Hassan (1950–2011), ägyptisch-US-amerikanischer Ingenieur und Physiker
- Aref, Mohammad Reza (* 1951), iranischer Politiker
- Aref, Muhammad (1907–1983), afghanischer Diplomat und Politiker
- Arefjew, Artjom Olegowitsch (* 2000), russischer Eisschnellläufer
- Arefjewa, Nina Alexejewna (* 1941), sowjetische bzw. russische HNO-Ärztin und Hochschullehrerin
- Arefkia, Aref (* 1941), iranischer SängerAref Arefkia (* 1941)

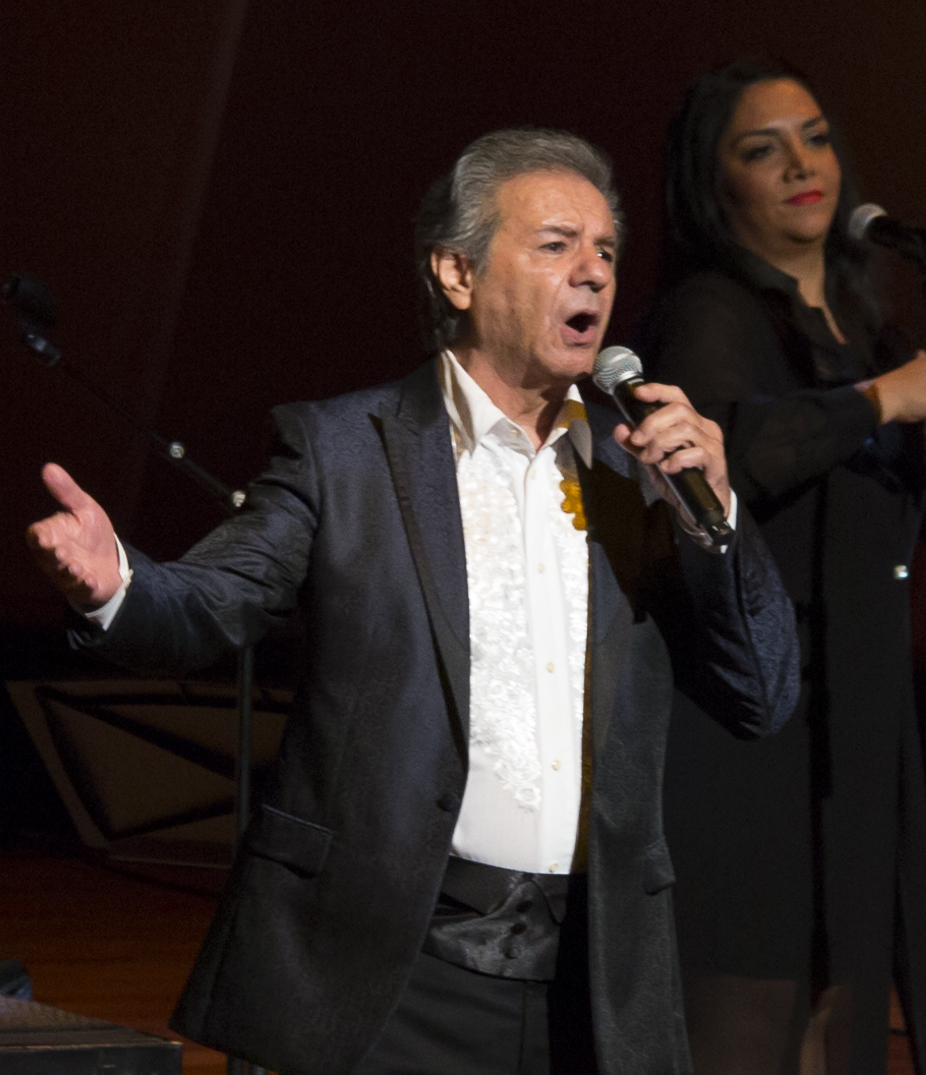
Aref Arefkia (* 1941)

### Areg
- Aregawi, Abeba (* 1990), schwedische Leichtathletin
- Aregawi, Berihu (* 2001), äthiopischer Leichtathlet
- Aregger, Hans (* 1930), Schweizer Jodler, Komponist und Kapellmeister
- Aregger, Manfred (* 1931), Schweizer Politiker (FDP)
- Aregger, Marcel (* 1990), Schweizer Strassenradrennfahrer
- Aregon, griechischer Maler

### Areh
- Areh, Valentin (* 1971), slowenischer Kriegsreporter und internationaler Korrespondent

### Arei
- Areia, António (* 1990), portugiesischer Handballspieler
- Areias Netto, João Luiz (* 1924), brasilianischer Diplomat
- Areias, Rodrigo (* 1978), portugiesischer Filmregisseur und Filmproduzent
- Areilza, José María de (1909–1998), spanischer Diplomat und Politiker
- Areios, griechischer Philosoph, Freund des römischen Kaisers Augustus
- Areizaga, Juan Carlos de (1756–1820), spanischer Generalleutnant

### Arej
- Aréjula, Alberto Vera (* 1957), spanischer Geistlicher, römisch-katholischer Bischof von Nacala

### Arek
- Arekajew, Sergei Stanislawowitsch (* 1978), russischer Eishockeyspieler
- Arekejew, Alexander Wiktorowitsch (* 1982), russischer Radrennfahrer

### Arel
- Arel, Gaston (1928–2021), kanadischer Organist und Musikpädagoge
- Arel, Schlomo (1920–2018), israelischer Konteradmiral, 7. Befehlshaber der Israelischen Marine
- Arellano Cedillo, Alejandro (* 1962), spanischer römisch-katholischer Geistlicher, Erzbischof, Kirchenrechtler und Dekan der Römischen Rota
- Arellano Durán, Antonio (1927–2003), venezolanischer Geistlicher, Bischof von San Carlos de Venezuela
- Arellano Félix, Benjamín (* 1952), mexikanischer Drogenhändler
- Arellano Félix, Enedina (* 1961), mexikanische Drogenhändlerin
- Arellano Félix, Ramón (1964–2002), mexikanischer Drogenhändler
- Arellano Fernández, Eugenio (* 1944), spanisch-ecuadorianischer römisch-katholischer Ordensgeistlicher, Apostolischer Vikar von Esmeraldas
- Arellano Gallo, Raúl (* 1939), mexikanischer Fußballspieler
- Arellano Nuño, Omar (* 1967), mexikanischer Fußballspieler und -trainer
- Arellano Riverón, Omar (* 1987), mexikanischer Fußballspieler
- Arellano Stark, Sergio (1921–2016), chilenischer Generalmajor und Putschist
- Arellano, Alonso de, spanischer Seefahrer
- Arellano, Cayetano (1847–1920), philippinischer Jurist
- Arellano, David (1902–1927), chilenischer Fußballnationalspieler
- Arellano, Deodato (1844–1896), philippinischer Revolutionär
- Arellano, Emilio (* 2002), spanischer Kunstradfahrer
- Arellano, Francisco (1896–1976), chilenischer Fußballspieler
- Arellano, Guillermo (1908–1999), chilenischer Fußballspieler
- Arellano, Jesús (* 1973), mexikanischer Fußballspieler
- Arellano, Juan Carlos (* 1943), uruguayischer Künstler
- Arellano, Juan de († 1676), spanischer Maler des Barock
- Arellano, Julen (* 1997), spanischer Fußballspieler
- Arellano, Lautaro (* 1997), argentinischer Fußballspieler
- Arellano, Manuel (* 1957), spanischer Wirtschaftswissenschaftler
- Arellano, Miguel (1941–2021), mexikanischer Basketballspieler
- Arellano, Prospero Nale (1937–2014), philippinischer Geistlicher, römisch-katholischer Prälat von Libmanan
- Arellano, Raúl (1935–1997), mexikanischer Fußballspieler
- Arellius, antiker römischer Maler
- Arellius Fuscus, römischer Lehrer

### Arem
- Aremu, Afeez (* 1999), nigerianischer Fußballspieler

### Aren
- Arén, Andreas (* 1985), schwedischer Skispringer

#### Arena
- Arena, Anna (1919–1974), italienische Schauspielerin
- Arena, Antonius († 1544), provenzalischer Autor neulateinischer Sprache
- Arena, Bruce (* 1951), US-amerikanischer Fußballspieler und -trainer
- Arena, Fortunato (1922–1994), italienischer Schauspieler
- Arena, Gildo (1921–2005), italienischer Wasserballspieler
- Arena, Lello (* 1953), italienischer Schauspieler
- Arena, Marie (* 1966), belgische Politikerin und Ministerin, MdEP
- Arena, Maurizio (1933–1979), italienischer SchauspielerMaurizio Arena (1933–1979)

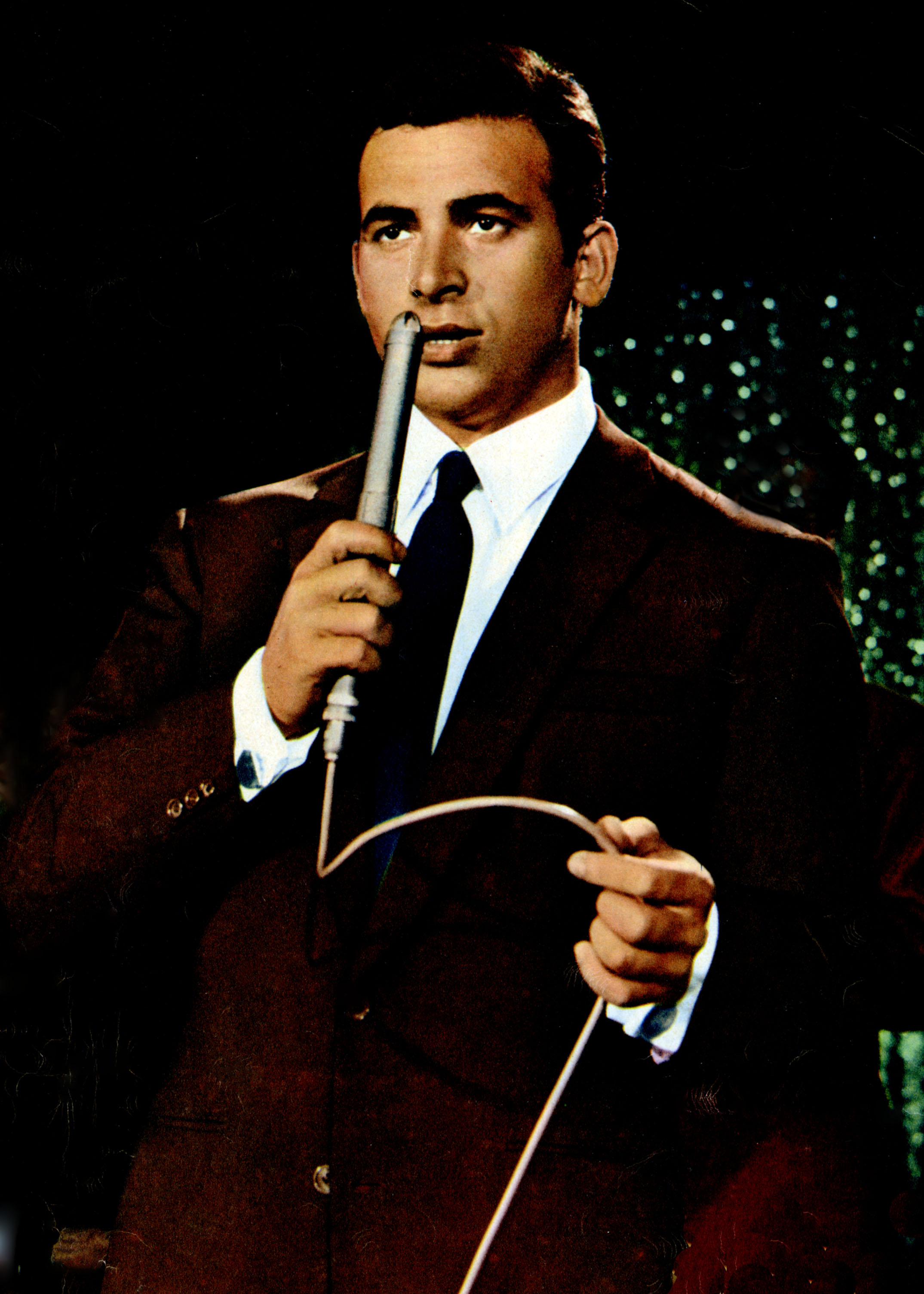
Maurizio Arena (1933–1979)

- Arena, Rick (* 1983), deutscher Partysänger
- Arena, Tina (* 1967), australische Sängerin
- Arena, Walter (* 1964), italienischer Leichtathlet
- Arenado, Nolan (* 1991), US-amerikanischer Baseballspieler
- Arenal Bastar, Luis († 1985), mexikanischer Künstler
- Arenal, Concepción (1820–1893), spanische Juristin, Autorin, Sozialreformerin und Frauenrechtlerin
- Arenales Catalán, Emilio (1922–1969), guatemaltekischer Politiker und Diplomat
- Arenander, Britt (1941–2022), schwedische Schriftstellerin, Übersetzerin und Journalistin
- Arenander, Gudrun (1921–2020), schwedische Diskuswerferin
- Arenari, Vicente (1935–2013), brasilianischer Fußballspieler
- Arenas Betancur, Rodrigo (1919–1995), kolumbianischer Bildhauer
- Arenas i Sampera, Joaquim (* 1938), spanischer Lehrer
- Arenas, Albert (* 1996), spanischer Motorradrennfahrer
- Arenas, Alberto (1910–1988), argentinischer Tangosänger
- Arenas, Antonio (1808–1891), peruanischer Präsident (1885–1886)
- Arenas, Augusto (1929–2015), chilenischer Fußballspieler
- Arenas, David (* 1991), kolumbianischer Schachspieler
- Arenas, Gilbert (* 1982), US-amerikanischer BasketballspielerGilbert Arenas (* 1982)

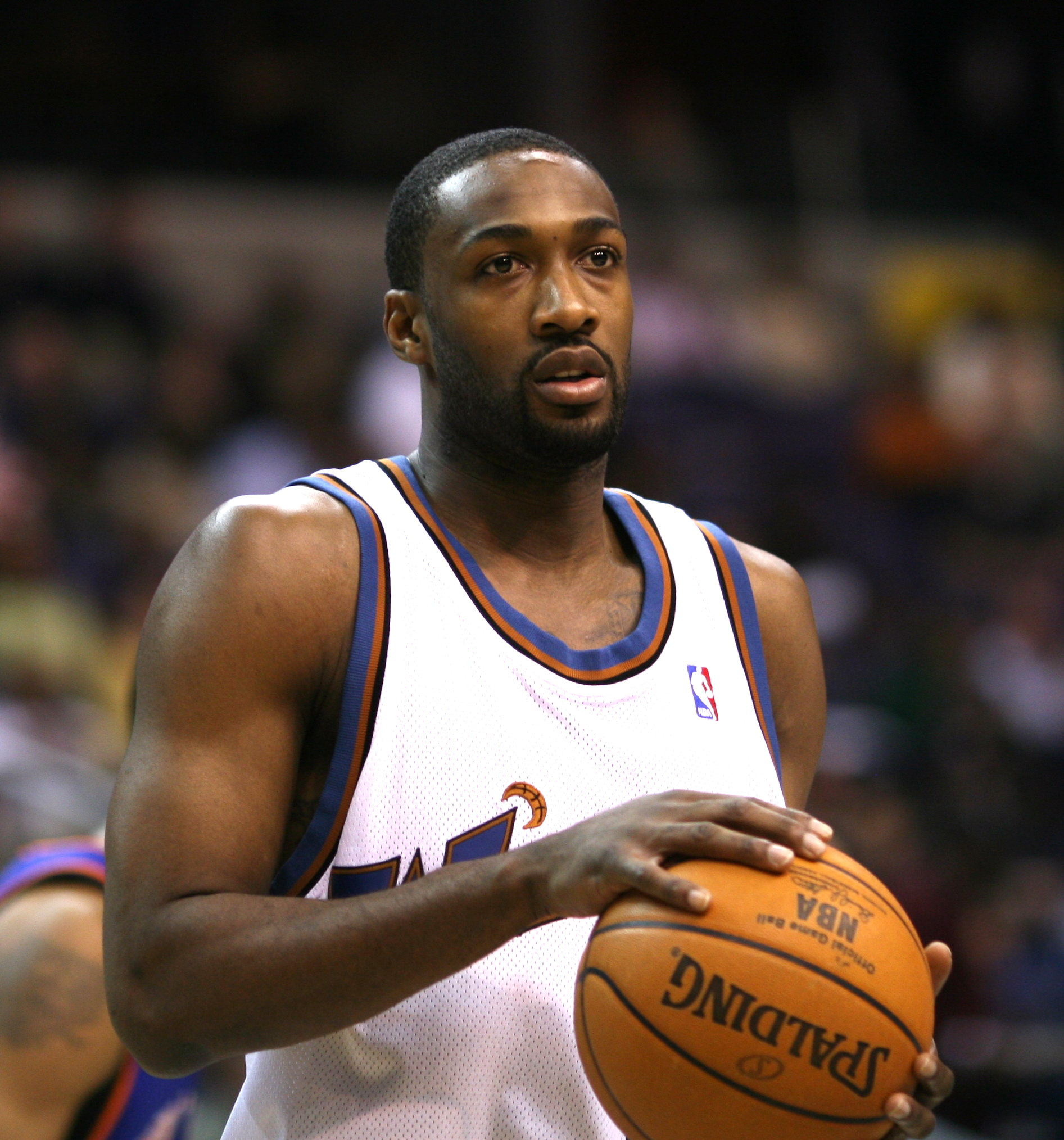
Gilbert Arenas (* 1982)

- Arenas, Jacobo (1924–1990), kolumbianischer Guerillero
- Arenas, Juan José (1940–2017), spanischer Bauingenieur
- Arenas, Juan Pablo (* 1987), chilenischer Fußballspieler
- Arenas, Julio (* 1993), spanischer Sprinter
- Arenas, Luis, kolumbianischer Politiker und Senator
- Arenas, Rachel (* 1971), philippinische Politikerin und Unternehmer
- Arenas, Reinaldo (1943–1990), kubanischer Schriftsteller
- Arenas, Reynaldo (* 1944), peruanischer Schauspieler
- Arenas, Rocio Ortega, deutsche Fernsehdarstellerin
- Arenas, Salvador (1931–2003), chilenischer Fußballspieler
- Arenas, Sandra (* 1993), kolumbianische Leichtathletin
- Arenas, Zulema (* 1995), peruanische Hindernisläuferin
- Arenaza, Eugenio († 1983), peruanischer Fußballtorhüter

#### Arenb
- Arenberg, Amalie Luise von (1789–1823), Prinzessin und Herzogin von Arenberg, Mutter von Max Joseph in BayernAmalie Luise von Arenberg (1789–1823)

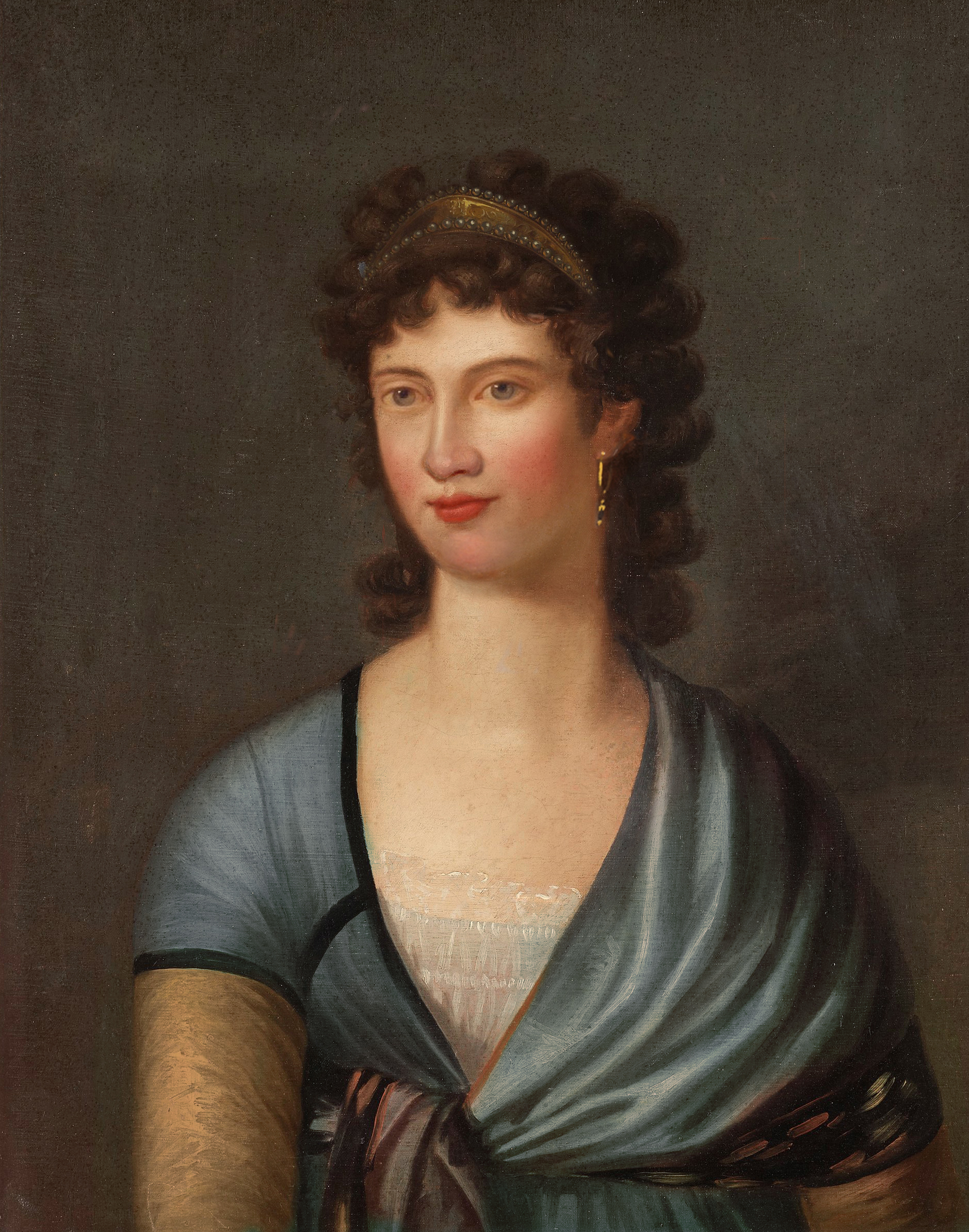
Amalie Luise von Arenberg (1789–1823)

- Arenberg, August Maria Raimund zu (1753–1833), Offizier und Politiker
- Arenberg, Engelbert-August von (1824–1875), deutscher Standesherr
- Arenberg, Engelbert-Maria von (1872–1949), deutscher Adeliger, letzter Herzog des Hauses Arenberg und Politiker, MdR
- Arenberg, Ernest Alexandre Dominique d’ (1643–1686), Fürst von Chimay, Gouverneur von Luxemburg und Vizekönig von Navarra
- Arenberg, Franz von (1849–1907), deutscher Diplomat und Politiker (Zentrum), MdR
- Arenberg, Lee (* 1962), US-amerikanischer SchauspielerLee Arenberg (* 1962)

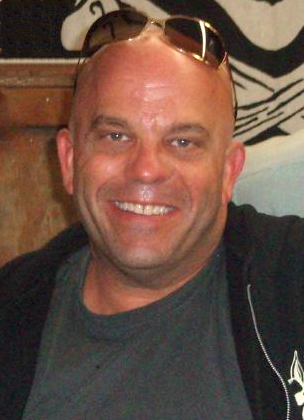
Lee Arenberg (* 1962)

- Arenberg, Maria Viktoria Pauline von (1714–1793), Markgräfin von Baden-Baden
- Arenberg, Philipp von (1848–1906), deutscher Hochadeliger und Domherr
- Arenberger, Gabriele (* 1960), österreichische Politikerin (SPÖ), Landtagsabgeordnete
- Arenberger, Petr (* 1958), tschechischer Mediziner, Hochschullehrer und Gesundheitsminister

#### Arenc
- Arencibia, Aldo (* 1947), kubanischer Radrennfahrer
- Arencibia, Walter (* 1967), kubanischer Schachmeister
- Arencibia, Yordanis (* 1980), kubanischer Judoka

#### Arend
- Arend, Angelika (* 1942), deutschkanadische Literaturwissenschaftlerin, Schriftstellerin und Übersetzerin
- Arend, Arie den (1903–1982), niederländischer Komponist und Organist
- Arend, Balthasar (1640–1687), deutscher evangelischer Pfarrer und Landeshistoriker
- Arend, Carl (1870–1938), deutscher Architekt
- Arend, Chris, deutscher Schauspieler
- Arend, Christina (* 1986), deutsche Fußballspielerin
- Arend, Christophe (* 1975), französischer Politiker, Mitglied der Nationalversammlung
- Arend, Dieter (* 1914), deutscher Ruderer
- Arend, Elisabeth (* 1955), deutsche Literaturwissenschaftlerin
- Arend, Ernest (* 1889), luxemburgischer Fußballspieler
- Arend, Fritz (1937–1998), deutscher Künstler (Gobelinweber)
- Arend, Geoffrey (* 1978), US-amerikanischer SchauspielerGeoffrey Arend (* 1978)

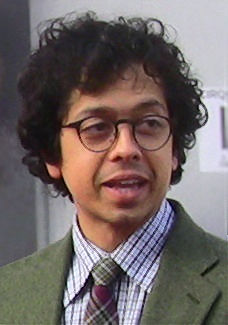
Geoffrey Arend (* 1978)

- Arend, Johann († 1737), preußischer Oberst und erster Regimentschef des Stettiner Land-Regiments
- Arend, Joseph (1885–1938), deutscher Politiker (SPD)
- Arend, Louis (1882–1952), deutscher Klempnermeister, Handwerksfunktionär und Politiker (CVP)
- Arend, Max (1873–1943), deutscher Jurist und Musikschriftsteller
- Arend, Nicolaus Erdmann (1770–1846), deutscher Baumeister
- Arend, René (1928–2016), luxemburgischer Chefkoch und Erfinder
- Arend, Stefan (* 1963), deutscher Germanist, Sozialmanager, Unternehmensvorstand und Publizist
- Arend, Stefanie (* 1975), deutsche Yogalehrerin, Ernährungsberaterin und Sachbuchautorin
- Arend, Susanne (* 1962), deutsche Juristin und Richterin am Bundesgerichtshof
- Arend, Sylvain (1902–1992), belgischer Astronom
- Arend, Werner (1919–2006), deutscher Politiker (SPD), MdL
- Arend, Willy (1876–1964), deutscher Radrennfahrer
- Arendes, Cord (* 1971), deutscher Zeithistoriker und Professor für Public History
- Arendholz, Hermann (* 1929), deutscher DBD-Funktionär, MdV
- Arendorff, Victor (1878–1958), schwedischer anarchistischer Schriftsteller
- Arends, Christina (* 1991), deutsche Schauspielerin
- Arends, Dietmar (* 1963), evangelisch-reformierter Pfarrer, Landessuperintendent der Lippischen Landeskirche
- Arends, Emil (* 1878), deutscher Landschaftsmaler und Plakatkünstler
- Arends, Fabian (* 1990), deutscher Jazzmusiker (Schlagzeug, Komposition)
- Arends, Friedrich (1782–1861), deutscher Geograph, Wirtschaftswissenschaftler und Kulturhistoriker
- Arends, Georg (1862–1946), deutscher Apotheker und pharmazeutischer Schriftsteller
- Arends, Georg (1863–1952), deutscher Pflanzenzüchter und Gärtner
- Arends, Henri (1921–1994), niederländischer Dirigent
- Arends, Jacco (* 1991), niederländischer Badmintonspieler
- Arends, Jans, niederländischer Pokerspieler
- Arends, Karl Oskar (1863–1932), deutscher Maler
- Arends, Leopold (1817–1882), deutscher Stenograf und Systemerfinder
- Arends, Leslie C. (1895–1985), US-amerikanischer Politiker
- Arends, Matthias (* 1970), deutscher Politiker (SPD), MdL Niedersachsen
- Arends, Michael (* 1939), deutscher Musikverleger und Politiker (FDP, GAZ, Die Grünen und ÖDP)
- Arends, Sander (* 1991), niederländischer Tennisspieler
- Arends, Wilhelm Erasmus (1677–1721), evangelischer Pfarrer und Kirchenlieddichter
- Arendsdr, Marytje, von Zauberei freigesprochene Frau
- Arendse, Andre (* 1967), südafrikanischer Fußballspieler
- Arendse, Kurt-Lee (* 1996), südafrikanischer Rugby-Union-Spieler
- Arendsee, Martha (1885–1953), deutsche Politikerin und Frauenrechtlerin
- Arendt, Alexander (1921–1986), deutscher Mediziner
- Arendt, Carl (1838–1902), deutscher Sinologe
- Arendt, Detlev, deutscher Entwicklungsbiologe
- Arendt, Ekkehard (1892–1954), österreichischer Schauspieler
- Arendt, Elke (* 1939), deutsche Schauspielerin und Autorin
- Arendt, Erich (* 1880), deutscher Maschinenbauingenieur und Manager
- Arendt, Erich (1903–1984), deutscher Lyriker und literarischer Übersetzer
- Arendt, Ernst (* 1949), deutscher Tierfilmer
- Arendt, Ernst Friedrich (1709–1762), preußischer Beamter
- Arendt, Fanny (* 2002), luxemburgische Leichtathletin
- Arendt, Fritz (1888–1915), deutscher Klassischer Philologe und Gymnasiallehrer
- Arendt, Gisela (1918–1969), deutsche Schwimmerin
- Arendt, Guillaume Amédée Auguste (1808–1865), belgischer Historiker und Theologe
- Arendt, Guy (* 1954), luxemburgischer Politiker und Jurist
- Arendt, Hannah (1906–1975), US-amerikanische Politologin und Philosophin deutscher HerkunftHannah Arendt (1906–1975)

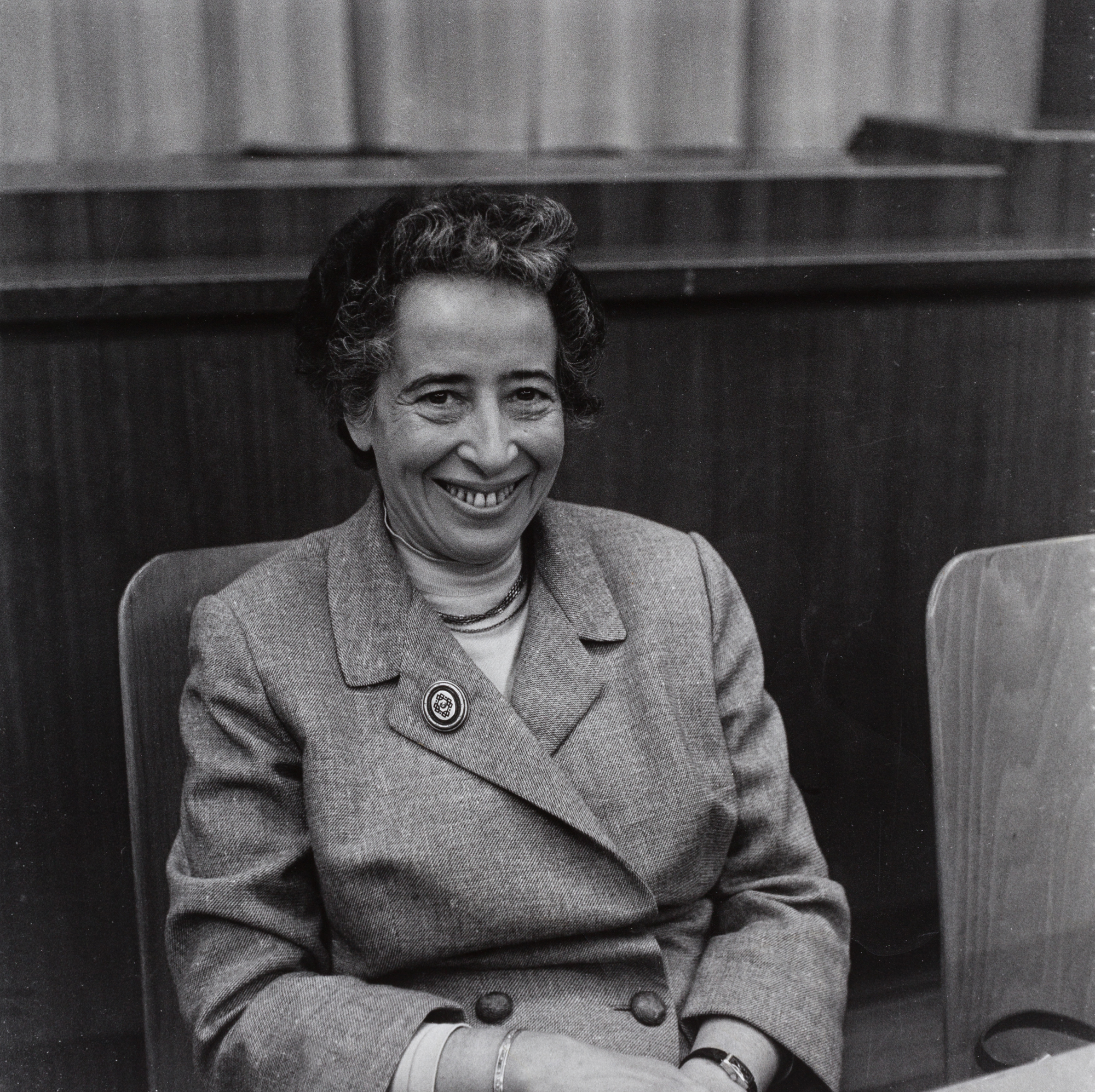
Hannah Arendt (1906–1975)

- Arendt, Hans Heinrich Wilhelm (* 1777), deutscher Autor und Verleger von Schul- und Jugendbüchern
- Arendt, Hedwig (1856–1917), deutsche Theaterschauspielerin
- Arendt, Heinz (1917–2006), deutscher Schwimmer
- Arendt, Helga (1964–2013), deutsche Sprinterin
- Arendt, Henriette (1874–1922), erste deutsche Polizeiassistentin
- Arendt, Hermann (1898–1966), deutscher Lokalpolitiker (SPD), Bürgermeister
- Arendt, Isabella (* 1993), dänische Politikerin (Kristendemokraterne) und Parteivorsitzende
- Arendt, Johann Josef Franz (1786–1856), Sprachlehrer und Botaniker
- Arendt, Julian (1895–1938), deutscher Literat
- Arendt, Karl (1825–1910), luxemburgischer Architekt, Baubeamter und Schriftsteller
- Arendt, Leberecht (1837–1910), deutscher Beamter, Domänenpächter und Politiker, MdR
- Arendt, Martin Friedrich (1773–1823), deutscher Botaniker und Altertumsforscher
- Arendt, Max (1843–1913), deutscher Großkaufmann und Kommunalpolitiker in Königsberg (Preußen)Max Arendt (1843–1913)

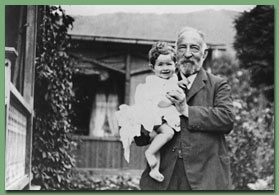
Max Arendt (1843–1913)

- Arendt, Nancy (* 1969), luxemburgische Schwimmerin, Triathletin und Politikerin
- Arendt, Nicole (* 1969), US-amerikanische Tennisspielerin
- Arendt, Niels Henrik (1950–2015), dänischer lutherischer Bischof der Dänischen Volkskirche
- Arendt, Nikolai Fjodorowitsch (1786–1859), russischer praktischer Arzt, Militärchirurg und Leibarzt des Kaiserlichen Hofes
- Arendt, Olga (1859–1902), deutsche Schriftstellerin und Schauspielerin
- Arendt, Oskar (1878–1943), deutscher Ingenieur und Schriftsteller
- Arendt, Otto (1854–1936), deutscher Publizist und Politiker (Freikonservativ), MdR
- Arendt, Paul (1853–1940), deutscher Theaterschauspieler
- Arendt, Paul (1893–1968), deutscher Chefkonstrukteur und technischer Direktor bei Büssing
- Arendt, Richard (1878–1953), deutscher Unternehmer
- Arendt, Ronny (* 1980), deutscher Eishockeyspieler
- Arendt, Rudolf (1828–1902), deutscher Chemiker und Pädagoge
- Arendt, Rudolf (1923–2021), deutscher Marineoffizier, zuletzt Konteradmiral der BundesmarineRudolf Arendt (1923–2021)

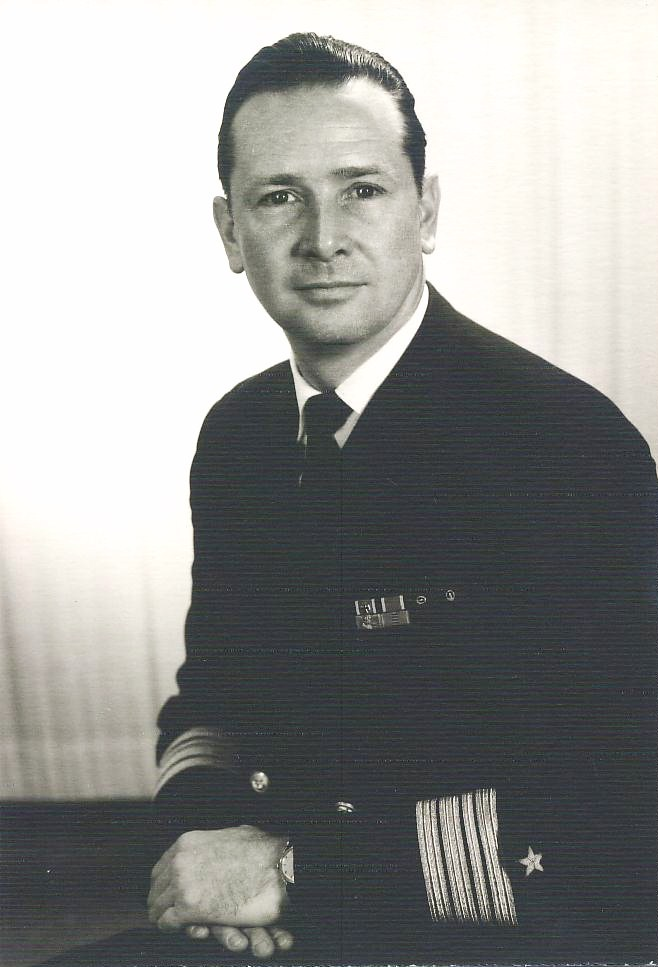
Rudolf Arendt (1923–2021)

- Arendt, Thomas (* 1958), deutscher Fußballspieler
- Arendt, Walter (1925–2005), deutscher Politiker (SPD), MdB, MdEP
- Arendt, Wolfgang (* 1950), deutscher Mathematiker mit dem Spezialgebiet Funktionalanalysis und Evolutionsgleichungen
- Arendt-Rojahn, Veronika (1946–2025), deutsche Rechtsanwältin, Notarin und Richterin
- Arendts, Carl (1815–1881), deutscher Geograph
- Arendts, Wilhelm (1883–1958), deutscher Generaldirektor und Kommerzienrat
- Arendz, Mark (* 1990), kanadischer Para-Ski-Sportler

#### Arene
- Arène, Paul (1843–1896), französischer Schriftsteller

#### Arenh
- Arenhart, Bárbara (* 1986), brasilianische Handballspielerin
- Arenhart, Víctor Selvino (1948–2010), argentinischer Geistlicher, Bischof von Oberá
- Arenhoevel, Diego (1930–1983), deutscher römisch-katholischer Theologe
- Arenhold, Adolf († 1857), deutscher Verwaltungsjurist
- Arenhold, Adolf Johann Gustav (1769–1854), Königlich Hannoverscher Geheimer Kanzleirat, Kabinettsminister und Innenminister im Königreich Hannover
- Arenhold, Gerhard Justus (1707–1775), deutscher Baumeister, Maler, Zeichner und Konsistorial-Sekretär
- Arenhold, Ida (1798–1863), deutsche Pionierin der Sozialfürsorge und Gründerin Krankenhauses Friederikenstift in Hannover
- Arenhold, Lüder (1807–1854), deutscher Verwaltungsjurist
- Arenhold, Lüder (1854–1915), deutscher Marinemaler
- Arenholt, Jørgen (1876–1953), dänischer Tennisspieler
- Arenholt, Julie (1873–1952), dänische Bauingenieurin, Politikerin und Frauenrechtlerin
- Arenhövel, Friedrich (1886–1954), deutscher Schriftsteller
- Arenhövel, Hartmuth (* 1938), deutscher Physiker
- Arenhövel, Johanna (* 1950), deutsche Politikerin (CDU), MdL
- Arenhövel, Mark (* 1959), deutscher Politikwissenschaftler
- Arenhövel, Wolfgang (* 1946), deutscher Jurist; Präsident des Oberlandesgerichts Bremen

#### Arenk
- Arenkens, Paul (1932–2016), deutscher Schauspieler und Sänger

#### Arens
- Arens von Braunrasch, Auguste (1824–1901), deutsche Schriftstellerin
- Arens, Aaron (* 1988), Schweizer Kinderdarsteller und Filmschauspieler
- Arens, Annegrit (* 1950), deutsche Schriftstellerin und Drehbuchautorin
- Arens, Arnold (1943–2016), deutscher Romanist und Mediävist
- Arens, Axel (1939–1986), deutscher Journalist
- Arens, Babett (* 1959), österreichische Schauspielerin und Theaterregisseurin
- Arens, Bernard (1873–1954), luxemburgischer katholischer Theologe und deutschsprachiger Schriftsteller
- Arens, Birgitta (* 1948), deutsche Schriftstellerin
- Arens, Detlev (* 1948), deutscher Autor und Journalist
- Arens, Edmund (* 1953), katholischer Theologe
- Arens, Eduard (1866–1935), deutscher Gymnasialprofessor und Literaturhistoriker
- Arens, Egmont H. (1889–1966), US-amerikanischer Industriedesigner und Redakteur
- Arens, Frank (* 1969), deutscher Handballspieler
- Arens, Franz (1849–1920), Essener Kommunalpolitiker und Geschichtsforscher
- Arens, Franz (1880–1946), österreichischer Historiker, Kulturwissenschaftler und Übersetzer
- Arens, Franz Joseph von (1779–1855), deutscher Jurist und Politiker
- Arens, Fritz (1912–1986), deutscher Kunsthistoriker und Denkmalpfleger
- Arens, Hanns (1901–1983), deutscher Schriftsteller, Lektor, Verleger und Kritiker
- Arens, Hans (1911–2003), deutscher Literatur- und Sprachwissenschaftler und Lehrer
- Arens, Hans-Peter (1944–2019), deutscher Schausteller
- Arens, Heinrich (* 1941), deutscher Unternehmer und Politiker (FDP)
- Arens, Heinz-Werner (1939–2011), deutscher Politiker (SPD), MdL, Präsident des Landtags Schleswig-Holstein
- Arens, Henry M. (1873–1963), US-amerikanischer Politiker und Farmer
- Arens, Heribert (* 1942), deutscher katholischer Theologe, Priester, Franziskaner und Homiletiker
- Arens, Iwan Lwowitsch (1889–1938), sowjetischer Diplomat
- Arens, Johann August (1757–1806), deutscher Architekt, Landschaftsgestalter, Baubeamter
- Arens, Johannes J. (* 1975), deutscher Kulturanthropologe
- Arens, Josef (1895–1954), deutscher Kommunalpolitiker (CDU)
- Arens, Josef (1901–1979), deutscher Maler
- Arens, Josef (* 1921), deutscher Fußballspieler
- Arens, Jost (* 1997), deutscher Skateboardfahrer
- Arens, Karlheinz (1900–1959), deutscher Schriftsteller und Dramaturg
- Arens, Marten († 1575), niederländischer Zimmermann
- Arens, Mosche (1925–2019), israelischer Politiker, Verteidigungs- und Außenminister IsraelsMosche Arens (1925–2019)

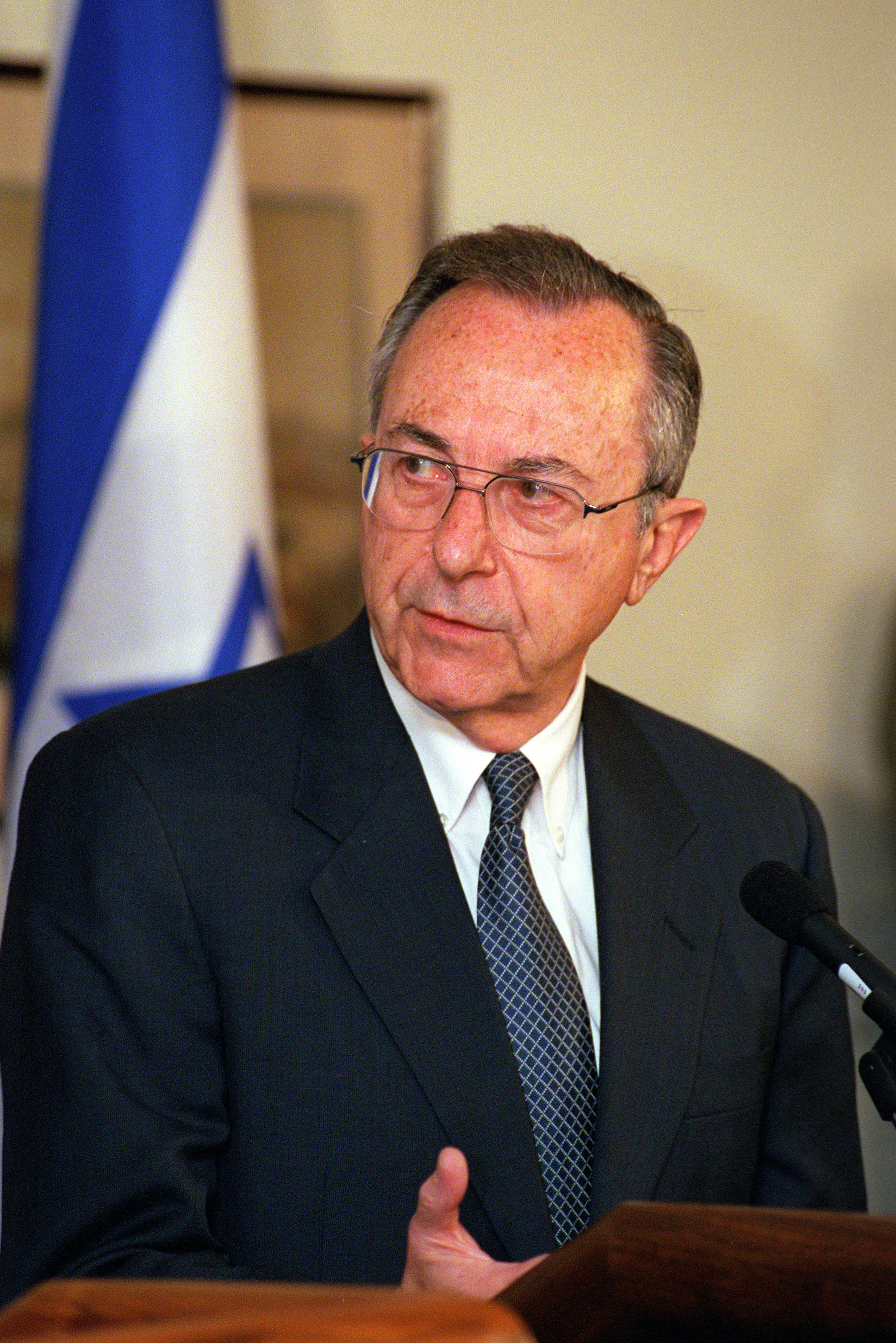
Mosche Arens (1925–2019)

- Arens, Paul (1936–2022), deutscher Kommunalpolitiker (CDU)
- Arens, Peter (1928–2015), Schweizer Schauspieler und Theaterregisseur
- Arens, Peter (1933–1991), deutscher Rechtswissenschaftler und Hochschullehrer
- Arens, Peter (* 1961), deutscher Historiker, Autor und Fernsehproduzent
- Arens, Richard Friederich (1919–2000), US-amerikanischer Mathematiker
- Arens, Rolf-Dieter (* 1945), deutscher Pianist und Hochschullehrer
- Arens, Rudolf (1926–1991), deutscher Agrarwissenschaftler und Hochschullehrer
- Arens, Thomas (* 1960), deutscher Schlagzeuger, Bandleader, Komponist, Lehrbuchautor und Entertainer
- Arens, Walther (1877–1938), deutscher Offizier, zuletzt Oberstleutnant und Träger des Pour le Mérite
- Arens, Werner (1924–2010), deutscher römisch-katholischer Theologe
- Arens, Werner (* 1934), deutscher Anglist, Amerikanist und Hochschullehrer
- Arens, Willi (1937–2011), deutscher Politiker (SPD)
- Arens-Azevêdo, Ulrike (* 1949), deutsche Ökotrophologin und Präsidentin der Deutschen Gesellschaft für Ernährung
- Arensberg, Conrad M. (1910–1997), US-amerikanischer Anthropologe, Soziologe und Hochschullehrer
- Arensberg, Walter Conrad (1878–1954), US-amerikanischer Literaturwissenschaftler, Kryptoanalytiker und Kunstsammler
- Arensburg, Baruch (* 1934), israelischer Anthropologe und Hochschullehrer
- Arenski, Anton Stepanowitsch (1861–1906), russischer Komponist
- Arensman, Thymen (* 1999), niederländischer Radrennfahrer
- Arenson, Adolf (1855–1936), deutscher Komponist und Anthroposoph
- Arenstorff, Hans Adolf von (1895–1952), deutscher Generalmajor und Rittergutsbesitzer

#### Arent
- Arent, Benno von (1823–1899), preußischer Generalleutnant
- Arent, Benno von (1898–1956), deutscher Architekt, „Reichsbühnenbildner“ im Dritten Reich
- Arent, Eddi (1925–2013), deutscher Schauspieler und KomikerEddi Arent (1925–2013)

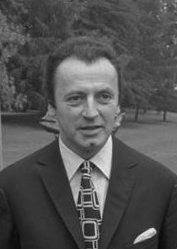
Eddi Arent (1925–2013)

- Arent, Iwona (* 1968), polnische Politikerin und Sejm-Abgeordnete
- Arent, Wilhelm (* 1864), deutscher Lyriker und Herausgeber
- Arents, George (1916–1992), US-amerikanischer Autorennfahrer
- Arents, Jupp (1912–1984), deutscher Radrennfahrer
- Ārents, Mareks (* 1986), lettischer Stabhochspringer
- Arents, Marretje († 1748), niederländische Fischhändlerin und Anführerin eines Aufstandes
- Arents, Nadine (* 1982), deutsche Schauspielerin
- Arentschildt, Alexander von (1806–1881), hannoverscher und preußischer Generalleutnant
- Arentschildt, Karl Ernst Viktor Anton von (1778–1841), königlich hannoverischer Generalmajor und portugiesischer General der Artillerie
- Arentschildt, Wilhelm von (1761–1835), russischer Generalmajor
- Arentsehe, Joachim, deutscher Dramatiker
- Arentsschild, Daniel von (1612–1670), deutscher Beamter in der sogenannten Schwedenzeit
- Arentsschildt, Arnold Daniel von (1789–1852), deutscher Offizier
- Arentsschildt, Louis von (1807–1883), deutscher Offizier und Lyriker
- Arentz, Charles (1878–1939), norwegischer Segler
- Arentz, Christoph (1766–1851), deutscher Ordensgeistlicher und Naturwissenschaftler
- Arentz, Hans (1731–1793), norwegischer Richter und politischer Autor
- Arentz, Hermann-Josef (* 1953), deutscher Politiker (CDU), MdL
- Arentz, Kurt (1934–2014), deutscher Bildhauer
- Arentz, Samuel S. (1879–1934), US-amerikanischer Politiker
- Arentzen, Gunter (* 1972), deutscher Schriftsteller (Horror)
- Arentzen, Jens (1958–2022), dänischer Schauspieler und Drehbuchautor
- Arentzen, Kristian (1823–1899), dänischer Schriftsteller

#### Areny
- Areny-Plandolit, Guillem d’ (1822–1876), Fürst von Andorra

#### Arenz
- Arenz, Ewald (* 1965), deutscher Schriftsteller und LehrerEwald Arenz (* 1965)

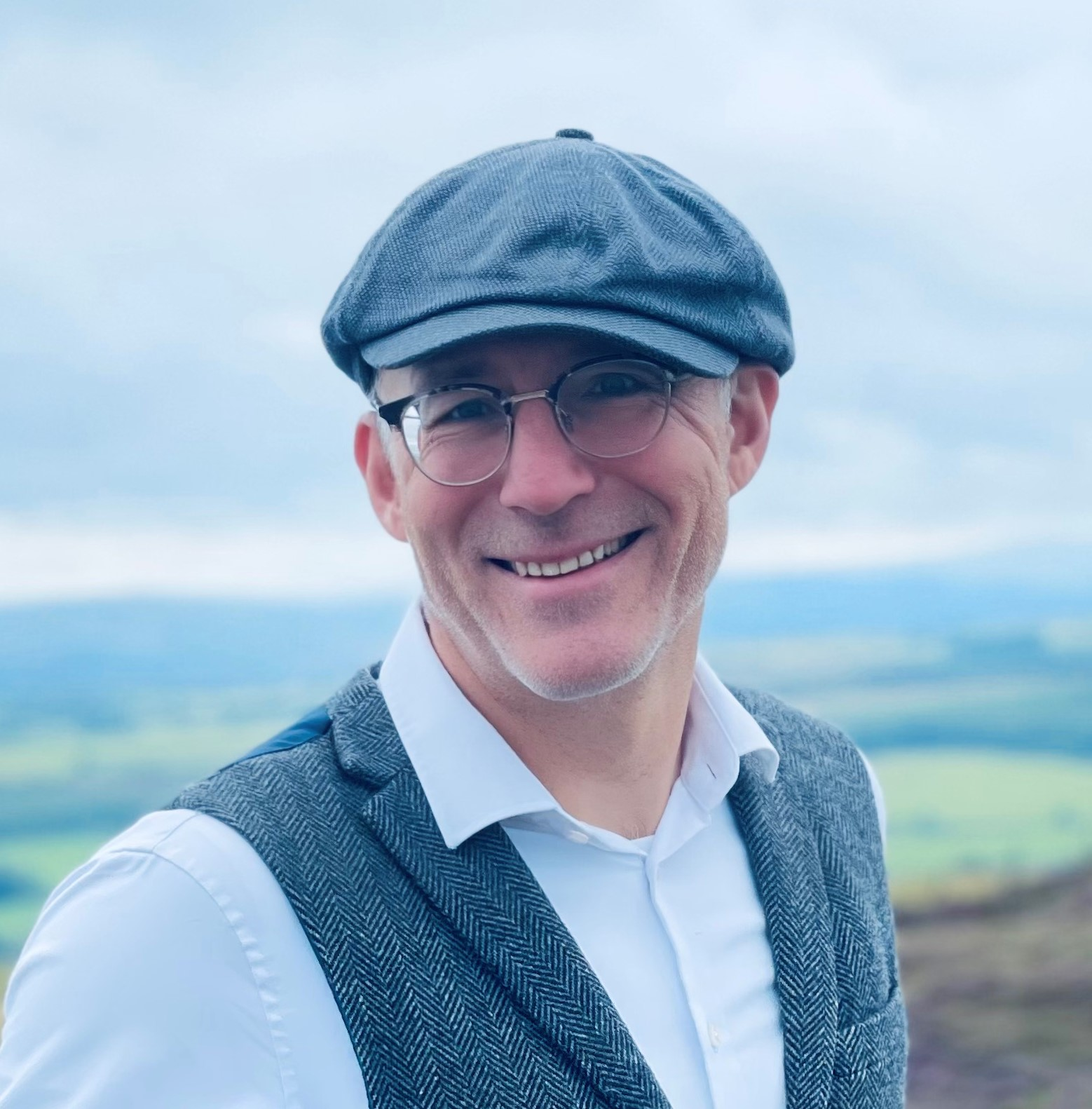
Ewald Arenz (* 1965)

- Arenz, Heinrich (1901–1943), deutscher Straßenbahner und Politiker (KPD)
- Arenz, Helwig (* 1981), deutscher Schauspieler und Schriftsteller
- Arenz, Jörg (* 1967), deutscher Radsportler
- Arenz, Leon (* 2005), deutscher Radsportler
- Arenz, Max (* 1868), deutscher Porträt- und Genremaler
- Arenz, Michael (* 1954), deutscher Schriftsteller
- Arenz, Michael (* 1964), deutscher Behindertensportler im Bogenschießen
- Arenz, Sigrun (* 1978), deutsche Schriftstellerin
- Arenzvari, Valentina (1884–1943), armenische Schauspielerin in Moskau und Berlin

### Areo
- Areobindus († 449), spätantiker römischer Heermeister und Konsul
- Areobindus, oströmischer Politiker und Heermeister, 512 zum Gegenkaiser ausgerufen
- Areogun (1880–1954), nigerianischer Bildhauer
- Aréola, Alphonse (* 1993), französischer FußballtorhüterAlphonse Aréola (* 1993)

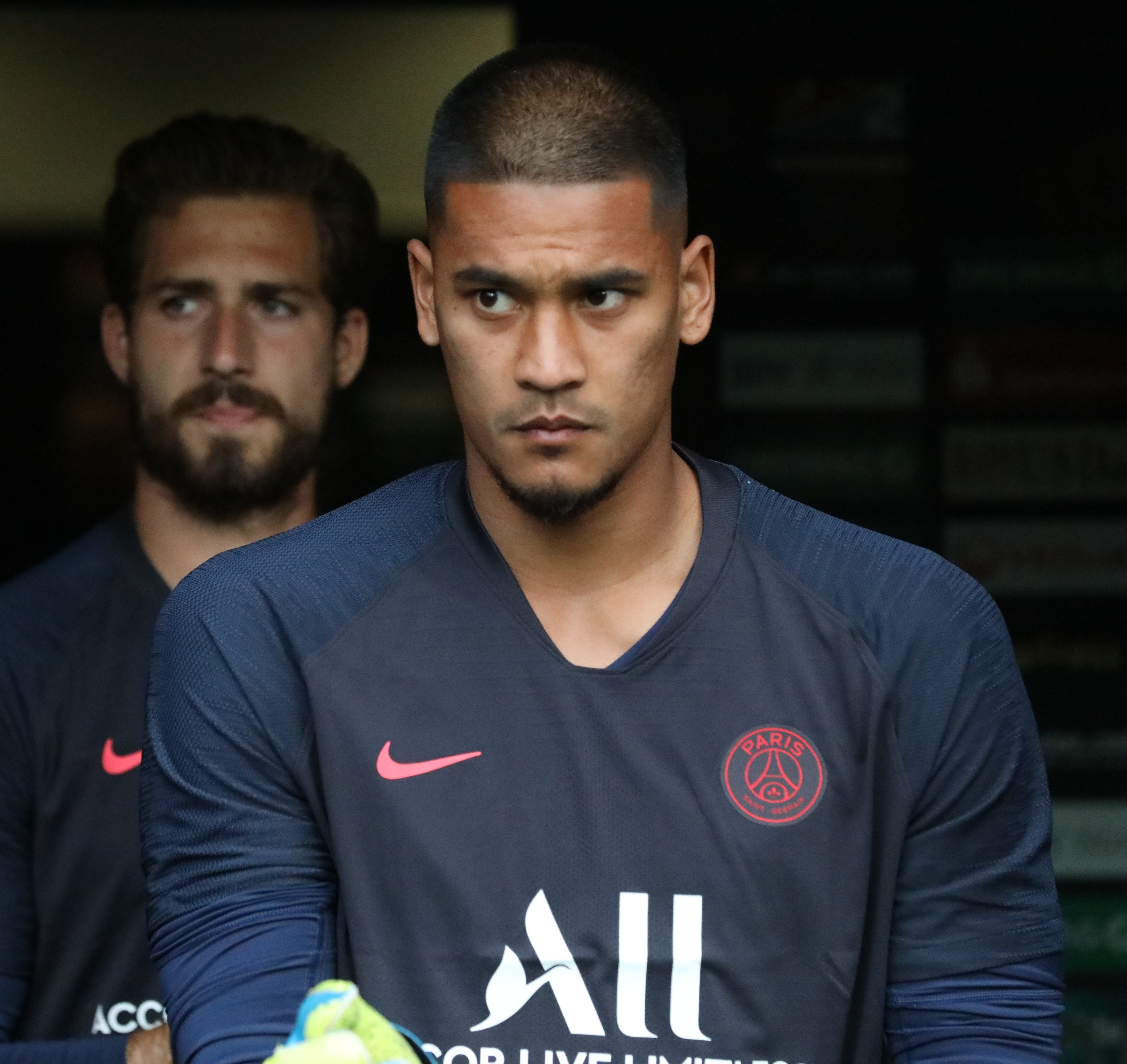
Alphonse Aréola (* 1993)

- Areosa Pena (1937–1981), portugiesisch-mosambikanischer Journalist
- Areosa, Filipa (* 1990), portugiesische Film- und Fernseh-Schauspielerin
- Areosa, Maria (* 1984), portugiesische Triathletin

### Arep
- Arepina, Ija Alexejewna (1930–2003), sowjetische Schauspielerin

### Arer
- Areruya, Joseph (* 1996), rwandischer Radrennfahrer

### Ares
- Ares, Chris (* 1992), rechtsextremer deutscher Rapper
- Ares, Diego (* 1986), brasilianischer Straßenradrennfahrer
- Ares, Jessy (* 1980), deutsch-amerikanischer Pornodarsteller, Model und Sänger
- Ares, Juan Carlos (* 1963), argentinischer Geistlicher und römisch-katholischer Bischof von San Carlos de Bariloche
- Areschjan, Grigor (1949–2020), armenischer Historiker und Archäologe
- Areschtschenko, Oleksandr (* 1986), ukrainischer Schachgroßmeister
- Arese, Francesco (* 1944), italienischer Leichtathlet
- Arese, Pietro (* 1999), italienischer Mittelstreckenläufer
- Aresin, Lykke (1921–2011), deutsche Ärztin und Sexualwissenschaftlerin
- Aresin, Norbert (1911–1971), deutscher Mediziner
- Areskoug, Kell (1906–1996), schwedischer Hürdenläufer und Sprinter
- Areso, José (1797–1878), spanischer Franziskaner, Ordensgründer und Klostergründer
- Aresti, Gabriel (1933–1975), spanischer bzw. baskischer Dichter und Schriftsteller
- Aresti, Simone (* 1986), italienischer Fußballspieler
- Arestis, Philip (* 1941), britischer Wirtschaftswissenschaftler
- Arestowytsch, Oleksij (* 1975), ukrainischer politischer und militärischer KolumnistOleksij Arestowytsch (* 1975)

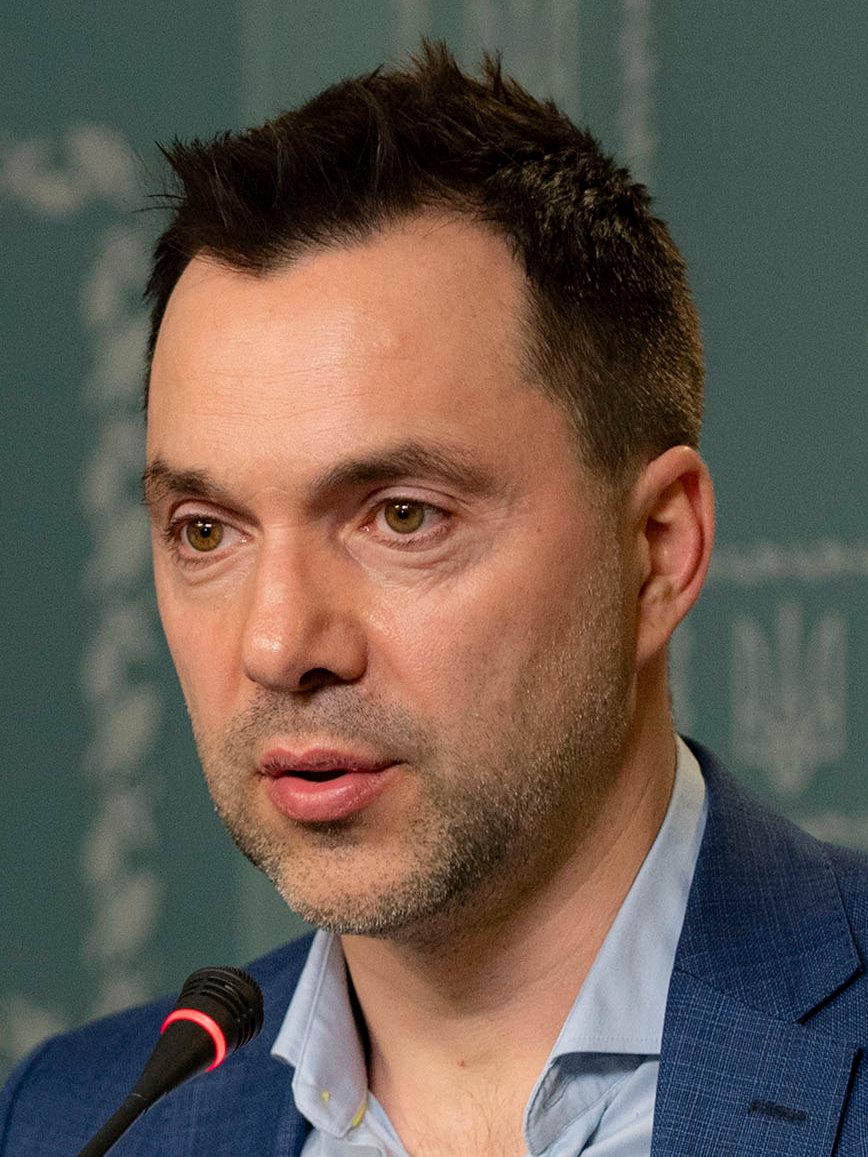
Oleksij Arestowytsch (* 1975)

- Arestrup, Niels (1949–2024), französischer Film- und Theaterschauspieler

### Aret
- Areta Sampériz, Luis Felipe (* 1942), spanischer Athlet und Priester
- Aretaios, griechischer Arzt im Altertum
- Aretaphila von Kyrene, kyrenische Edelfrau
- Aretas I., König der Nabatäer
- Aretas III., König der Nabatäer
- Aretas IV., König der NabatäerAretas IV.

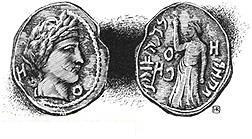
Aretas IV.

- Arete von Kyrene, griechische Philosophin, gilt als erste Philosophin überhaupt
- Arete von Syrakus († 353 v. Chr.), Gattin des Herrschers Dion von Syrakus
- Aretes, Kavallerieoffizier Alexanders des Großen
- Arethas der Lahme († 569), König der Ghassaniden
- Arethas von Caesarea, Erzbischof und Kirchenschriftsteller
- Aretin, Adam von (1769–1822), bayerischer Politiker
- Aretin, Annette von (1920–2006), erste Fernsehansagerin des Bayerischen Rundfunks
- Aretin, Anton von (1847–1921), deutscher Verwaltungsjurist
- Aretin, Anton von (1918–1981), deutscher Politiker (BP), MdL, MdB
- Aretin, Erwein von (1887–1952), deutscher Journalist und Politiker (BP)
- Aretin, Felicitas von (* 1962), deutsche Journalistin, Autorin und Historikerin
- Aretin, Heinrich von (1875–1943), deutscher Gutsbesitzer und Politiker, MdR
- Aretin, Johann Christoph von (1772–1824), deutscher Publizist, Historiker, Bibliothekar und Jurist
- Aretin, Johann Georg von (1771–1845), bayerischer Staatsbeamter, Jurist und Nationalökonom
- Aretin, Karl Maria von (1796–1868), bayerischer Historiker, Diplomat und Politiker
- Aretin, Karl Michael Freiherr von (1924–2021), deutscher Diplom-Landwirt, Restaurator und Kirchenpfleger
- Aretin, Karl Otmar von (1923–2014), deutscher Historiker
- Aretin, Ludwig von (1845–1882), deutscher Gutsbesitzer und Politiker, MdR
- Aretin, Peter Karl von (1814–1887), deutscher Politiker, MdR
- Aretino, Paolo (1508–1584), italienischer Komponist
- Aretino, Pietro (1492–1556), italienischer SchriftstellerPietro Aretino (1492–1556)

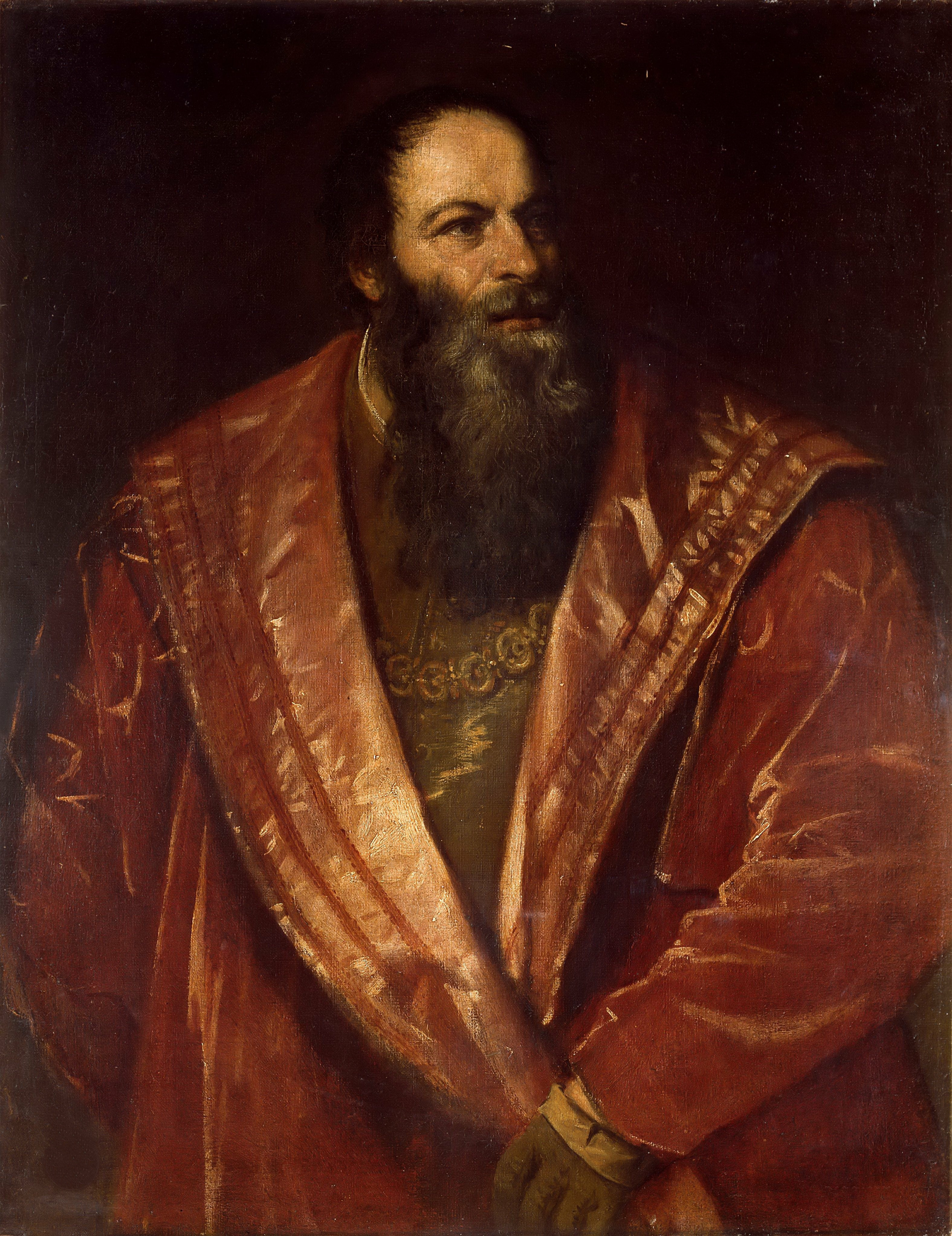
Pietro Aretino (1492–1556)

- Aretius, Benedictus (1522–1574), Theologe, Botaniker, Pädagoge, Geograph und Reformator
- Arets, Paul (1890–1949), belgischer Turner
- Aretusi, Cesare († 1612), italienischer Maler des Manierismus
- Aretxaga, Begoña (1960–2002), baskisch-US-amerikanische Anthropologin
- Aretz, Erna (* 1949), deutsche Schauspielerin und Synchronsprecherin
- Aretz, Gerd (1930–2009), deutscher Graphiker
- Aretz, Gertrud (1915–2004), deutsche Fürsorgerin und Politikerin (CDU), MdL
- Aretz, Gertrude (1889–1938), deutsche Historikerin
- Aretz, Isabel (1909–2005), argentinische Musikethnologin, Folkloristin und Komponistin
- Aretz, Josef (1929–2012), deutscher Lehrer und Heimatforscher
- Aretz, Jürgen (* 1946), deutscher Historiker und politischer Beamter
- Aretz, Paul (1890–1949), deutscher Verleger, Buchhändler und Autor
- Aretz, Stefan (* 1980), deutscher Schauspieler und Autor
- Aretz, Thomas (* 1948), deutscher Schwimmer

### Areu
- Areus, griechischer Mythograph
- Areus, spartanischer Politiker
- Areus I. († 265 v. Chr.), König von Sparta
- Areus II. (262 v. Chr.–254 v. Chr.), König von Sparta

### Arev
- Arévalo Martínez, Rafael (1884–1975), guatemaltekischer Schriftsteller
- Arévalo Ríos, Egidio (* 1982), uruguayischer Fußballspieler
- Arévalo, Alejandra (* 1996), peruanische Stabhochspringerin
- Arévalo, Bernardo (* 1958), guatemaltekischer Politiker, Diplomat und SchriftstellerBernardo Arévalo (* 1958)

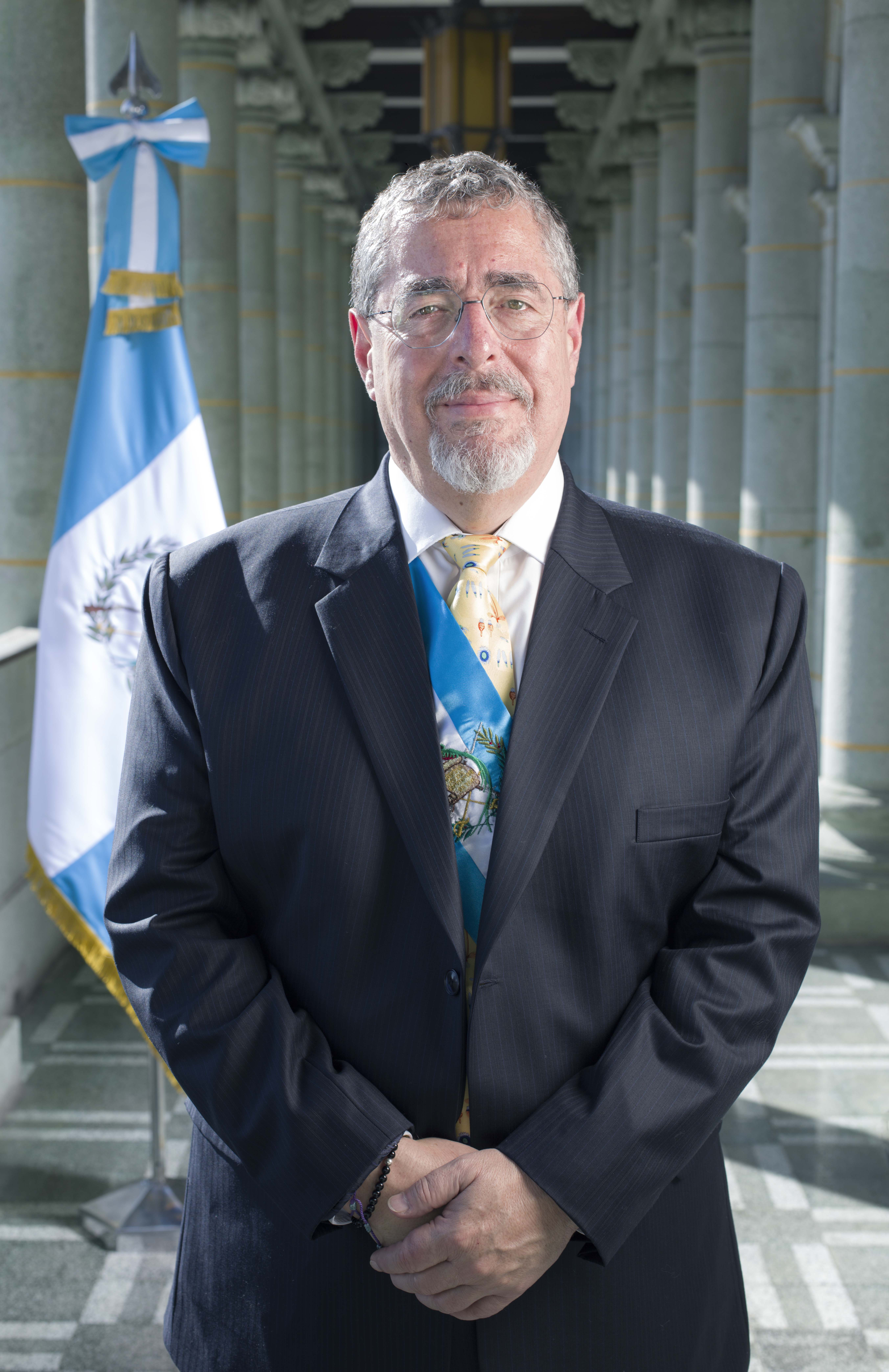
Bernardo Arévalo (* 1958)

- Arévalo, Carlos (1906–1989), spanischer Regisseur
- Arévalo, Carlos (* 1993), spanischer Kanute
- Arévalo, Diego (* 1998), ecuadorianischer Hindernisläufer
- Arévalo, Edelmiro (1929–2008), paraguayischer Fußballspieler
- Arévalo, Éider (* 1993), kolumbianischer Leichtathlet
- Arévalo, Faustino (1747–1824), spanischer Hymnograph und Patrologe
- Arévalo, Jorge (* 1941), mexikanischer Fußballspieler
- Arévalo, Juan José (1905–1990), guatemaltekischer Politiker, Präsident Guatemalas
- Arévalo, Marcelo (* 1990), salvadorianischer Tennisspieler
- Arévalo, Mario (* 1968), paraguayischer Politiker, Vizepräsident sowie Senator
- Arévalo, Rafael (* 1986), salvadorianischer Tennisspieler

### Arew
- Arewång-Højsgaard, Karolina (* 1971), schwedische Orientierungsläuferin

### Arez
- Arezo, Matías (* 2002), uruguayischer Fußballspieler
- Arezou, Belal (* 1988), afghanischer Fußballspieler
- Arezzo, Tommaso (1756–1833), italienischer Kardinal